# Lijst van gouverneurs van de Verenigde Provinciën
Dit is een lijst van gouverneurs van de Verenigde Provinciën, een provincie van voormalig Brits-Indië en later een deelstaat van India, het huidige Uttar Pradesh. 
In 1937 werd de naam van de Verenigde Provinciën van Brits-Indië gewijzigd in Verenigde Provinciën. In 1947 werd India onafhankelijk en werden de Verenigde Provinciën een deelstaat van India. In 1950 werd de naam gewijzigd in Uttar Pradesh.  

## Gouverneurs van de Verenigde Provinciën, Brits-Indië (1937-1947)
| # | Naam                    | Begin termijn   | Einde termijn    |
| 1 | Harry Graham Haig       | 1 april 1937    | 6 december 1939  |
| 2 | Maurice Garnier Hallett | 7 december 1939 | 6 december 1945  |
| 3 | Francis Verner Wylie    | 7 december 1945 | 14 augustus 1947 |

## Gouverneurs van de Verenigde Provinciën, India (1947-1950)
| #   | Naam                   | Begin termijn    | Einde termijn   |
| 1   | Sarojini Naidu         | 15 augustus 1947 | 2 maart 1949    |
| wnd | B. B. Malik            | 3 maart 1949     | 1 mei 1949      |
| 2   | Hormasji Peroshaw Mody | 2 mei 1949       | 26 januari 1950 |